# Хоттабыч (фильм)
«Хоттабыч» (вариант литспика — «}{0ТТ@БЬ)Ч») — российская приключенческая комедия по мотивам романа Сергея Обломова (Кладо) «Медный кувшин старика Хоттабыча».
Режиссёр фильма — Пётр Точилин. В главных ролях — Владимир Толоконников и Марюс Ямпольскис.

Владимир Толоконников на съемках фильма «Хоттабыч»

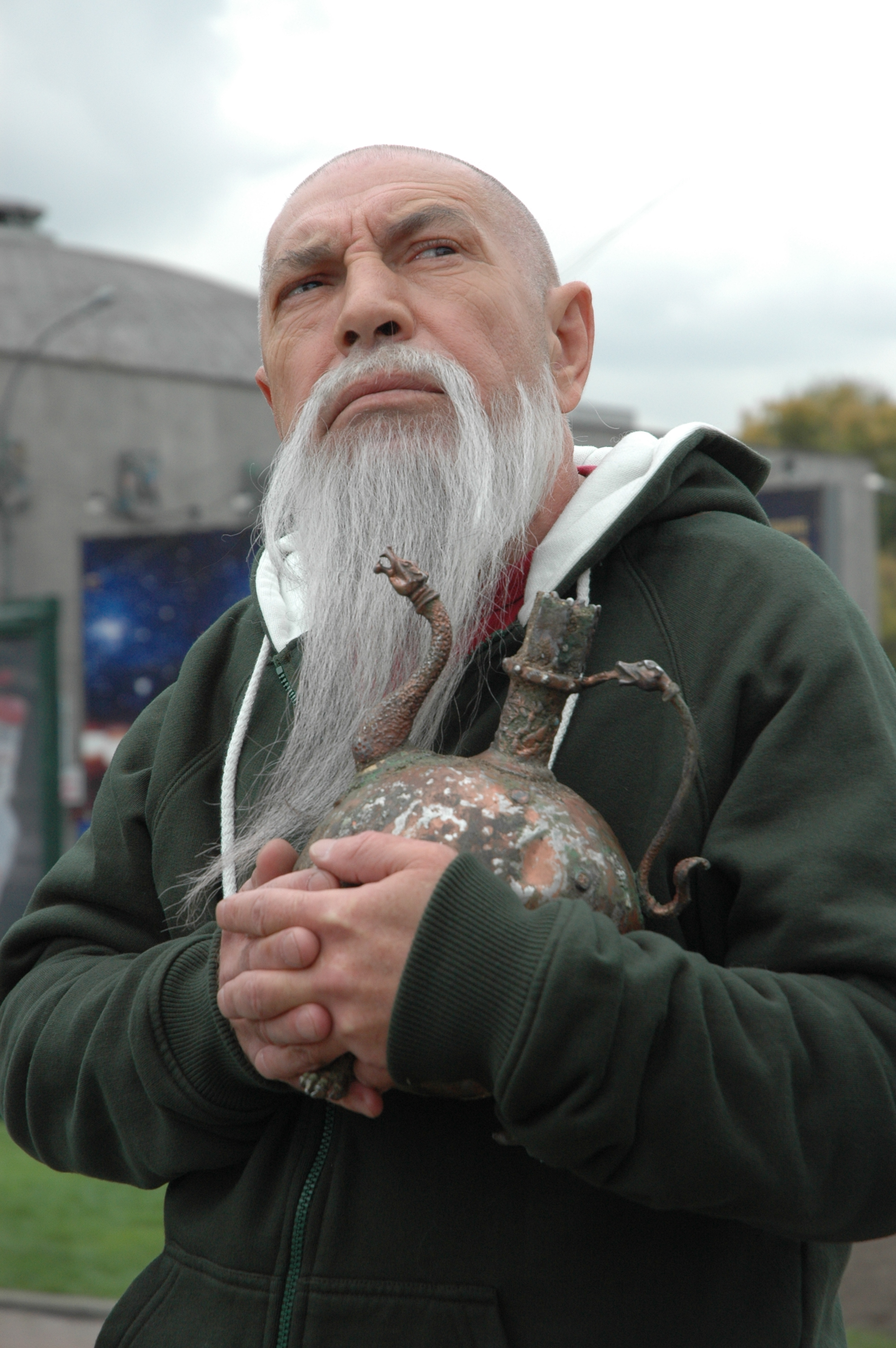
Владимир Толоконников на съемках фильма «Хоттабыч»

Фильм выпущен кинопрокатной группой «Наше кино» и кинокомпанией «Каропрокат». Российская премьера состоялась в кинотеатрах 10 августа 2006 года.

## Сюжет
Гена Рыжов, программист по призванию и хакер по жизни, помешанный на компьютерах и Интернете и любитель раритетов, взломал сервер компании Microsoft, подменив главную страницу сайта на изображение задницы. Однако его девушка Лена, которой всё время что-то не нравится, этого не оценила, вдобавок заметила, что он, как полный неудачник, кипятит воду для чая в кастрюльке и попросила его «украсть хотя бы чайник из Интернета». Гена крадёт с британского интернет-аукциона большой антикварный кувшин, но Лена, сказав, что это не чайник, а кувшин, уходит от Гены.
Кража кувшина оборачивается для Гены неприятностями: таможенник вымогает с него тысячу долларов, обещая в противном случае послать «куда надо» запрос о посылке. ФСБ в это время получает из Америки запрос на поимку неизвестного хакера. Кувшин же разыскивает очень странный господин из Швейцарии. Однако в кувшине оказывается заточён Хоттабыч — джинн, который провёл там несколько тысяч лет и готов исполнить три любых желания своего освободителя. Первым желанием Гена просит Хоттабыча сделать так, чтобы на его компьютерной мыши для удобства была открывалка для пива, но Хоттабыч советует ему придумать что-то поумнее, и Гена приказывает Хоттабычу напечатать бессчётное число стодолларовых банкнот США (тот по незнанию печатает их на папирусе).
В этот момент из Сиэтла прилетает Энни — хакерша, работающая в Microsoft специалистом по безопасности. Хотя ФСБ отправляет двух своих специалистов по следу Гены, Энни решает сама найти его, для чего перебирает, кто из её «коллег» мог взломать сервер, и первым решает проверить Гену. Тот, решив, что это шанс всей его жизни (год назад он уже пытался добиться встречи с Энни, надеясь, что уж с девушкой-хакером у него точно всё заладится), приказывает Хоттабычу влюбить Энни в него. Джинн, однако, не способен заставить полюбить, и Гене приходится самому (руководствуясь советами друзей) готовиться к встрече. Для этого он покупает машину «Победа» (по словам самого Гены — не то, чтобы элитную, но очень дорогую), строит дома сверхсовременный вычислительный центр и учит Хоттабыча пользоваться фотоаппаратом и Интернетом. Второе желание Гена тратит случайно: осваивает язык всех зверей, птиц и прочих живых организмов.
В это время таможенник, надеявшийся, что Гена не найдёт денег на выкуп и согласится на него работать, решает заставить Гену воровать деньги грубой силой. Гену он не находит, но офицеры ФСБ благодаря таможеннику находят в квартире Гены улики, а таможенник с сообщником крадут все папирусные доллары. В то же время в Швейцарии Шайтан ибн Шайтан (то есть Шайтаныч — злейший враг Хоттабыча), не получив кувшин, который пытался купить через Интернет, вылетает в Москву. План Шайтаныча — устроить «величайший, всемирный облом»: если джинны исполняют желания, то шайтаны делают так, чтобы те не исполнялись никогда. Собрав все 13 кувшинов с джиннами, Шайтаныч станет всемогущим и захватит мир.
Встретившись с Энни, Гена едва не попадает в руки милиции, но Хоттабыч спасает его. Шайтаныч пытается усыпить Хоттабыча, выстрелив дротиком со снотворным из антикварного пистолета, но попадает в Гену. Вместе с Энни Хоттабыч увозит Гену, рассказывая им о плане Шайтаныча. Хотя Гена зол на Энни, со временем он становится к ней добрее, а она проникается к нему чувствами. Хоттабыч же рассказывает Гене одну из тайн мироздания: «в каждой клетке тела отражается душа», имея в виду код ДНК. После этого Хоттабыч исполняет третье желание Гены. Хакер просит джинна «вечной жизни для всех на Земле», но Хоттабыч говорит, что это приведёт к перенаселению планеты, голоду и бедам, и советует потратить желание для себя. Гена, решив, что всё, что нужно для счастья, у него уже есть, просит бутылку пива. Джинн покидает хакера, но вскоре возвращается и помогает ему справиться с ФСБ.
Чтобы не дать Шайтанычу добиться задуманного, Хоттабыч избавляется от своей колдовской силы, перестаёт быть джинном и становится простым смертным (человеком). После этого он выбрасывает свой кувшин за ненадобностью, однако его тут же находит Шайтаныч и, подрядив таможенника убить Хоттабыча, всё же захватывает своего заклятого врага, который после смерти вновь стал джинном.
Шайтаныч улетает вместе с кувшином к себе в Швейцарию, и кажется, что всё потеряно. Однако Гене удаётся предотвратить «всемирный облом». Он делает перенос души Хоттабыча в двоичный код — из ДНК последнего оставшегося волоска бороды. В результате Хоттабыч переселяется из кувшина в Интернет к своей возлюбленной — виртуальной собеседнице Кисе. Шайтаныч отправляется в Интернет вслед за Хоттабычем и пытается его победить в компьютерной игре, но проигрывает, и Хоттабыч стирает его как обычный файл, так как джинн не может убить, а в виртуальном мире можно быть только файлом.
Гена и Энни начинают жить вместе, а Хоттабыч остаётся в Интернете, периодически напоминая о себе проделками. Так как Шайтаныча больше нет, желания всех персонажей исполняются (кроме бандитов-таможенников, которых с фальшивыми долларами арестовывают сотрудники ФСБ).

## В ролях
| Актёр                 | Роль                       |
| --------------------- | -------------------------- |
| Владимир Толоконников | Хоттабыч, джинн            |
| Марюс Ямпольскис      | Гена Рыжов, программист    |
| Лива Круминя          | Энни                       |
| Марк Гейхман          | Шайтаныч                   |
| Юлия Паранова         | Лена                       |
| Юрий Думчев           | Александр лысый таможенник |
| Александр Овчинников  | Олег низкий таможенник     |
| Константин Спасский   | сотрудник ФСБ в пиджаке    |
| Ростислав Крохин      | сотрудник ФСБ в кофте      |

## Роли озвучивали
- Антон Эльдаров — Гена
- Вероника Возняк — Энни / Киса
- Антон Семкин — Моль
- Александр Быков — Тень Шайтаныча
- Дмитрий (Гоблин) Пучков — Голодная собачка / закадровый перевод с английского и немецкого / ворон

## Создатели
- Режиссёр-постановщик — Пётр Точилин
- Художник-постановщик — Надежда Медведева
- Оригинальная музыка — Дмитрия Шурова

## Награды
- Кинонаграда MTV 2007 — «Лучшая комедийная роль» присуждена Владимиру Толоконникову[1].
- Международный кинофестиваль в Смоленске 2006 — «Специальный приз за режиссуру»[2].
- Московский открытый фестиваль молодёжного кино «Отражение» 2006 — «Приз зрительских симпатий»[3].

## Саундтрек
- «Счастье моё» — исполняет Георгий Виноградов[4].
- «Америка» — исполняет группа «Многоточие». Отрывок, используемый во взломе сервера Майкрософта и появления задницы[5].
- «Владимирский централ» — исполняет Михаил Круг. Отрывок, используемый в сцене, где Гене кажется, что за дверью стоит отряд ОМОНа.
- «E-Mail» — исполняет группа «Бумбокс». Используется в сцене разговора Гены с Хоттабычем о кувшине.
- «Супер-пупер» — исполняет группа «Бумбокс». Используется в сцене редактирования фотографии Гены в Photoshop.
- «Бета-каротин» — исполняет группа «Бумбокс». Используется во время провождения Гены в Интернете.
- «Почути (почуты)» — исполняет группа «Бумбокс». Используется в сцене отлёта Хоттабыча.
- «Шпионская» — музыка Дмитрия Шурова.
- «Динамичная» — музыка Дмитрия Шурова.
- «Karlson» — исполняет Uratsakidogi. Используется в сцене питья пива в подворотне.
- «Моряк» — исполняет Артём Рукавичкин. Используется в сценах с работниками ФСБ.
- «Гайки с Ямайки» — исполняет группа «Бумбокс». Используется в сцене открытия Хоттабычем Гене великой тайны: «В каждой клетке тела отражается душа».
- «Ноль 00 ноль» — исполняет группа «Психея», когда Хоттабыч и Гена летят на линолеуме-самолёте. Всю сцену песня прерывается на музыку Моцарта
- War — музыка Дмитрия Шурова, Текст — Frank. Используется в сцене встречи и любви Гены и Энни.(Официальная версия). В самом фильме звучит — Esthetic education — War
- «Шайтан Шайтаныч» — исполняет Uratsakidogi. Используется в сценах с Шайтанычем.
- «Кукла колдуна» — исполняет «Король и Шут». Используется в сцене смерти Хоттабыча.
- «Гоп-хип-хоп» — исполняет группа Ляпис Трубецкой. Звуки скретчей на протяжении всего фильма.
- Der vergessliche mann (Neoangin).
- «Слюна» — исполняет Uratsakidogi. Используется в момент просьбы Гены о «миллионе, миллиарде, а лучше биллионе, ну, короче, так, чтоб дохрена».
- «Cloun» — Written by: T. Kosonen, A. Korvumak, T. Leppanen; Performed by: AAVIKKO. Фонограмма под подпись Кисы в сцене битвы Хоттабыча и Шайтаныча в Интернете.
- «The Number» — исполняет Псой Короленко. В титрах.
- «Знание смерть, невежество — позор» исполняет Uratsakidogi. Используется в сцене, когда Хоттабыч и Гена идут менять баксы[6].

## Видеоигра
На базе этой экранизации сделана видеоигра «Хоттабыч» в стиле квест. Графика в этой игре стилизована под комиксы.